# Пастухов Олександр Миколайович
Олекса́ндр Микола́йович Пастухо́в (5 квітня 1975 — 18 лютого 2015) — старший солдат Збройних сил України.

## Життєвий шлях
Закінчив Ставницьку ЗОШ; працював у рятувальній службі, лісовому господарстві.
Призваний за мобілізацією 8 серпня 2014-го; розвідник відділення управління зенітно-ракетного дивізіону, 128-ма окрема гірсько-піхотна бригада. Служив рядовим, потім — старшим солдатом.
Загинув 18 лютого 2015-го на трасі Дебальцеве — Артемівськ під час виходу військових сил з Дебальцевого.
Ідентифікований за експертизою ДНК, похований в Ставниці 28 травня 2015-го.
Без Олександра лишились мама, дружина, двоє синів.

## Нагороди та вшанування
- Указом Президента України № 9/2016 від 16 січня 2016 року — орденом «За мужність» III ступеня (посмертно)[1]
- у жовтні 2015-го в Ставницькій ЗОШ відкрито меморіальну дошку випускнику Олександру Пастухову